# Tahiti Infos
Tahiti Infos est un journal quotidien régional français publié à Tahiti en Polynésie française depuis 2010. Site internet d'actualité de 2010 à novembre 2012, le titre paraît alors sous la forme papier d'un journal gratuit jusqu'au 15 mai 2020 puis devient payant à partir de cette date.

## Historique
Tahiti Infos est créé en 2010 comme un site web d'actualité accessible à tous. Le journal est racheté en 2012 par le groupe Fenua Communication d'Albert Moux (également propriétaire de Tahiti-Pacifique et de Fenua TV) qui fait paraître le premier numéro papier du quotidien le 6 novembre 2012 sous la forme d'un journal gratuit distribué à Tahiti et dans toute la Polynésie.
En mai 2020, le groupe rachète le titre historique de la Polynésie Les Nouvelles de Tahiti – journal indépendant fondé en 1957 et ayant cessé de paraît en mai 2014, – afin de le recréer sous la forme d'un journal gratuit et de faire passer Tahiti Infos en journal payant pour en renforcer le contenu mais également pour pouvoir ainsi faire paraître des annonces légales et judiciaires, sources importantes de revenus, ce qui lui était impossible avec le journal gratuit,.
En 2020, Tahiti Infos est diffusé à 10 000 exemplaires selon sa société éditrice.